# Байков, Виктор Алексеевич
Виктор Алексеевич Байков (10 ноября 1922, д. Дровники, Смоленская губерния — 3 июля 1993, Москва) — советский актёр театра и кино. Заслуженный артист РСФСР (1974).

## Биография
Родился 10 ноября 1922 года в деревне Дровники Гжатского уезда Смоленской губернии РСФСР (ныне — территория Гагаринского района Смоленской области).
С 1940 года до начала войны — актёр Центрального театра Красной армии. С 1941 по 1943 год был на фронте (по другим сведениям, до 1943 года работал в ансамбле НКВ). В 1943—1944 годах — актёр-стрелок Джаз-ансамбля железнодорожных войск. С 1944 года — старший писарь автобазы Генштаба.
С 1948 по 1950 год работал директором Фабрики детской книги. В 1956 году окончил заочное отделение ГИТИСа, стал профессиональным актёром, был принят в труппу Московского театра сатиры.
C 1961 года снимался в кино. Первая роль — Ксан Ксаныч в фильме Юрия Чулюкина «Девчата»; одна из наиболее известных ролей — пан Вотруба из популярнейшего в своё время телевизионного сериала «Кабачок „13 стульев“».

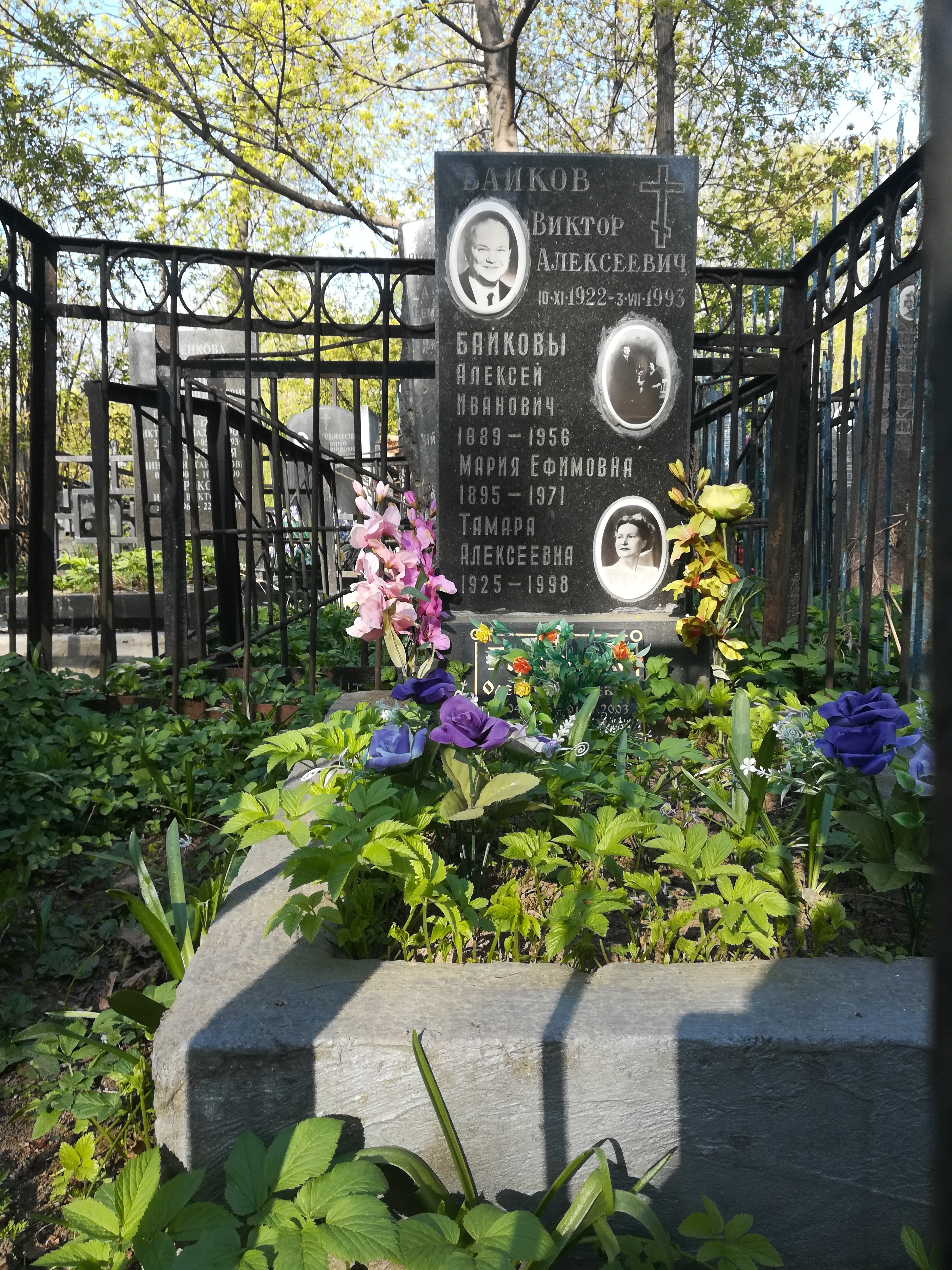
Могила Байкова на Преображенском кладбище

Скончался 3 июля 1993 года в Москве. Похоронен на Преображенском кладбище (участок № 15).

## Фильмография
- 1961 — «Девчата» — Ксан Ксаныч
- 1963 — «Яблоко раздора» — Мьяло
- 1963 — «Выстрел в тумане» — парикмахер Самарин, он же агент «Католик»
- 1963 — «Короткие истории»
- 1965 — «Человек без паспорта» — начальник почтового отделения
- 1967 — «Софья Перовская» — свидетель на суде
- 1968 — «Золотой телёнок» — лектор (нет в титрах)
- 1969 — «В тринадцатом часу ночи» — Домовой
- c 1966 по 1980 — «Кабачок „13 стульев“» — пан Вотруба
- 1970 — Денёк без тормозов — Шарашкин
- 1970 — «Освобождение» — В. М. Молотов
- 1971 — «Старики-разбойники» — сослуживец Воробьёва, главный бухгалтер
- 1971 — «Где вы, рыцари?» — Голубчик
- 1972 — «Всмотритесь в это лицо»
- 1973 — «Чиполлино» — кум Тыква
- 1974 — «Анискин и Фантомас» — свидетель ограбления
- 1978 — «Поездка через город»
- 1980 — «Странный отпуск» — юрист, жилец нового дома
- 1982 — «Ревизор» — Коробкин
- 1991 — «Болотная street, или Средство против секса» — инвалид-колясочник

### Роли в киножурнале «Фитиль»
- 1970 — Выпуск № 101 (новелла «Стандартный случай») — слесарь
- 1973 — Выпуск № 130 (новелла «Кто виноват?») — заседающий на собрании
- 1973 — Выпуск № 131 (новелла «Розетка») — посетитель с трансформатором
- 1974 — Выпуск № 140 (новелла «Подхалимы») — сотрудник ЖЭКа
- 1974 — Выпуск № 146 (новелла «Бумеранг») — начальник
- 1976 — Выпуск № 168 (новелла «Несовместимость») — сотрудник
- 1976 — Выпуск № 173 (новелла «Взрослые игры») — сотрудник
- 1980 — Выпуск № 217 (новелла «Бездельник поневоле») — начальник отдела снабжения
- 1981 — Выпуск № 223 (новелла «День приёма») — посетитель с банками

## Радиопостановки
- 1983 — «Крамнэгел» (радиоспектакль Московского академического театра сатиры по одноимённому роману Питера Устинова) — Джок, старик-шотландец[источник?]

## Озвучивание мультфильмов
- 1975 — «Дядя Фёдор, пёс и кот» — почтальон Печкин
- 1978 — «Почтарская сказка» — почтальон Кольбаба
- 1980 — «Свинопас» — придворный у принца
- 1981 — «Жил-был Саушкин. Фильм 2» — Мельник